# Valea Vinului (okręg Bistrița-Năsăud)
Valea Vinului (węg. Radnaborberek) – wieś w Rumunii, w okręgu Bistrița-Năsăud, w gminie Rodna. W 2011 roku liczyła 190 mieszkańców.